# Székesfehérvári kistérség

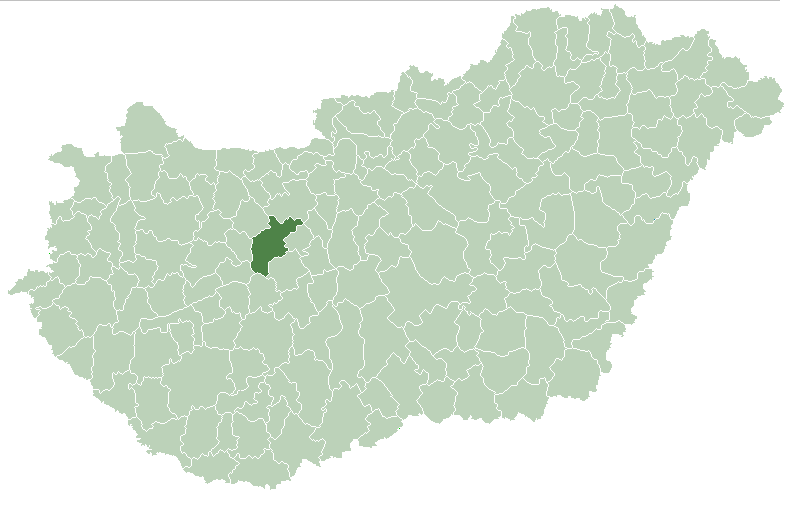
A Székesfehérvári kistérség

A Székesfehérvári kistérség kistérség Fejér megyében, központja: Székesfehérvár.

## Települései
| Bakonykúti     | Csór         | Füle     | Iszkaszentgyörgy | Jenő          |
| Kőszárhegy     | Lovasberény  | Moha     | Nádasdladány     | Pátka         |
| Polgárdi       | Sárkeresztes | Sárkeszi | Sárszentmihály   | Szabadbattyán |
| Székesfehérvár | Úrhida       | Zámoly   |                  |               |

## Története
Bakonykúti 2007-ben került át a Móri kistérségből a Székesfehérvári kistérségbe.
Vereb 2007-ben került át  a Székesfehérvári kistérségből a Gárdonyi kistérségbe.

## Nevezetességei

### Múzeumok, kiállítások
- Lovasberény – Lenke Galéria (Vaszary János u. 17.)
- Szabadbattyán – Kula (gótikus lakótorony)